# FIAT
FIAT – włoskie przedsiębiorstwo zajmujące się produkcją samochodów osobowych, sportowych, dostawczych i rajdowych z siedzibą w Turynie. Zostało założone 11 lipca 1899 roku przez Giovanniego Agnellego pod stanowiącą rozwinięcie akronimu FIAT nazwą Fabbrica Italiana Automobili Torino (pol. „Włoska Fabryka Samochodów w Turynie”). Obecnie przedsiębiorstwo wchodzi w skład międzynarodowego koncernu Stellantis.

## Historia

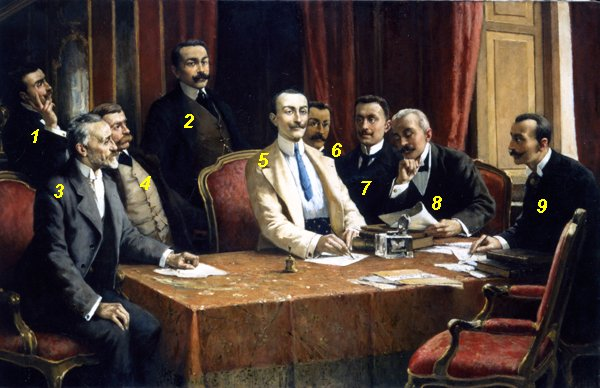
Obraz Lorenza Delleaniego I fondatori della FIAT przedstawiający spotkanie założycielskie przedsiębiorstwa FIAT. Ukazane są na nim następujące osoby: 1. Luigi Damevino, 2. Cesare Goria Gatti, 3. Roberto Biscaretti di Ruffia, 4. Carlo Racca, 5. Emanuele Cacherano di Bricherasio, 6. Michele Ceriana-Mayneri, 7. Giovanni Agnelli, 8. Lodovico Scarfiotti i 9. Alfonso Ferrero di Ventimiglia

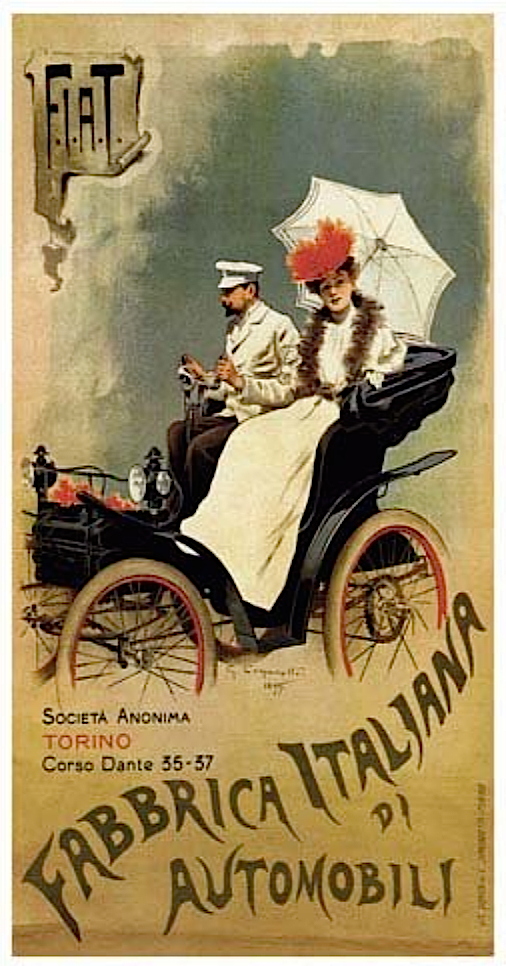
Litograficzny plakat reklamowy przedsiębiorstwa z roku jego założenia

Przedsiębiorstwo zajmujące się produkcją samochodów założone zostało w Turynie 11 lipca 1899 roku przez grupę pomysłodawców, w tym m.in. hrabiego Roberta Biscarettiego di Ruffię oraz porucznika kawalerii Giovanniego Agnellego. W tym samym dniu podpisany został w Palazzo Bricherasia akt założycielski spółki Società Anonima Fabbrica Italiana di Automobili w Turynie. Trzydziestu pierwszych udziałowców wniosło kapitał w wysokości 800 tysięcy lirów. Po przejęciu w listopadzie tego samego roku istniejącej manufaktury samochodowej braci Ceirano przy Corso Dante rozpoczęto rok później produkcję pojazdów pod własną marką. Pierwszym pojazdem był model 3½ HP składający się z powozu ze składaną brezentową budką nad tylnym siedzeniem, napędzany dwucylindrowym silnikiem benzynowym, chłodzonym cieczą, o pojemności 657 cm³ i mocy 3,5 KM. Cztery lata później akcje firmy trafiły na giełdę, a firma uruchomiła swoją filię m.in. w Nowym Jorku.
Przed wybuchem I wojny światowej władze koncernu podjęły decyzję o budowie dwóch nowych fabryk. Pierwszą fabrykę w Lingotto oddano do użytku w 1922 roku, druga zaś fabryka Mirafiori oddana została do użytku dopiero w 1939 roku. W 1924 roku firma uruchomiła produkcję licencyjnych pojazdów osobowych i ciężarowych w fabryce w Moskwie. Wraz z początkiem lat 50. XX wieku nową specjalnością marki stała się produkcja odrzutowych samolotów myśliwskich dla sił powietrznych NATO.
W maju 1966 roku podpisana została umowa licencyjna na produkcję modelu Fiat 124 oraz budowę w Związku Radzieckim zakładu WAZ, położonego w Togliatti. Rok później koncern przejmuje spółki Autobianchi, OM, CMSA oraz większościowy pakiet udziałów w firmie Magneti Marelli i Weber, a w 1969 roku staje się właścicielem marek Ferrari oraz Lancia. W wyniku współpracy z francuskim koncernem PSA w 1978 roku powstaje spółka Sevel Sud, która w 1981 roku uruchamia fabrykę samochodów dostawczych w Val di Sangro we Włoszech. W 1979 roku powstał holding pod nazwą Fiat S.p.A., w którego skład weszły marki: Fiat, Lancia, Autobianchi, Abarth oraz Ferrari. Rok później koncern przejmuje markę specjalizującą się w budowie pojazdów dostawczych – Iveco, a cztery lata później także przedsiębiorstwa Alfa Romeo oraz Maserati.
17 kwietnia 2007 roku powołana zostaje spółka Fiat Professional zajmująca się produkcją aut dostawczych. W tym samym roku w tureckiej Bursie uruchomiona zostaje w fabryce Tofaş wspólnie z francuskim koncernem PSA produkcja małych aut dostawczych. W maju 2008 roku Fiat odkupuje od serbskiego rządu pakiet 70% akcji przedsiębiorstwa Zastava.
29 stycznia 2014 roku Fiat ukończył pięcioletni proces przejęcia amerykańskiego koncernu motoryzacyjnego Chrysler, w którego efekcie utworzona została spółka Fiat Chrysler Automobiles (FCA), której formalna siedziba ulokowana została w Holandii, a praktyczna – ze względów podatkowych – w Wielkiej Brytanii. Akcje nowej spółki notowane są na giełdach w Nowym Jorku i Mediolanie, a akcje dotychczasowych akcjonariuszy Fiata wymieniono w stosunku 1:1 na akcje FCA. Nowa spółka stała się siódmym, największym producentem samochodów na świecie.
31 października 2019 roku koncern FCA wszedł w alians z koncernem PSA Groupe. Tym samym zostanie powołany wielki motoryzacyjny gigant o wartości nawet 50 miliardów dolarów. Fuzja ma przynieść rocznie ok. 4 miliardów dolarów oszczędności, a na jej czele stanie prezes FCA John Elkann, natomiast Carlos Tavares, prezes Grupy PSA zostanie dyrektorem generalnym. W skali światowej alians będzie prawdopodobnie czwartą największą motoryzacyjną siłą, ze sprzedażą ok. 4,16 miliona samochodów rocznie. Według informacji przekazanych przez firmy, nowy koncern ma działać pod nazwą "Stellantis", która wywodzi się od łacińskiego czasownika "stello, stellare", oznaczającego "lśnić jak gwiazda".

### Fiat wPolsce
Historia polskiego oddziału marki Fiat rozpoczyna się w 1921 roku, kiedy to w Warszawie rozpoczęta została budowa fabryki samochodów. Inwestycję tę jednak przerwano na rzecz stacji obsługi pojazdów marki Fiat. 
W 1931 roku podpisana została umowa licencyjna, na podstawie której w Polsce w Państwowych Zakładach Inżynierii w Warszawie montowano modele 508 oraz 621. 22 grudnia 1965 roku pomiędzy Fiatem a Motoimportem zawarta została umowa licencyjna na uruchomienie w warszawskiej Fabryce Samochodów Osobowych na Żeraniu produkcji nowoczesnego samochodu osobowego – Fiata 125p powstałego na bazie modelu 125. Jego produkcję uruchomiono w 1967 roku. 
W 1973 roku w Fabryce Samochodów Małolitrażowych w Bielsku-Białej oraz Tychach uruchomiono produkcję modelu 126p. 
W czerwcu 1991 wdrożono do produkcji Fiata Cinquecento, który dwa lata później zdobył drugie miejsce w konkursie Car of the Year 1993.
22 maja 1992 roku na bazie FSM powstała spółka Fiat Auto Poland z 90% udziałem koncernu Fiat. 
Wiosną 1998 Cinquecento został zastąpiony przez model Seicento. Do tego czasu wyprodukowano 1 164 478 sztuk tzw. „CC”, z czego wyeksportowano 863 254. 
22 września 2000 zakończono w Bielsku-Białej produkcję Fiata 126, jako ostatnie wykonano ponad 1000 sztuk w z naklejką „Maluch Happy End”. 
W kwietniu 2003 w fabryce świętowano wyprodukowanie milionowego Seicento, a w całej spółce – sprzedaż trzymilionowego samochodu. 
W maju 2003 rozpoczęto produkcję modelu Panda, który wszedł do sprzedaży we wrześniu tego samego roku. Zdobył on prestiżowy tytuł European Car of The Year 2004. 
Rok później zaniechano produkcji samochodów w Bielsku-Białej, powodowało to rozwinięcie tam produkcji podzespołów samochodowych, silników i skrzyń biegów. 
W maju 2007 rozpoczęto produkcję Fiata 500, który zdobył tytuł European Car of The Year 2008. Uruchomienie jego produkcji spowodowało modernizację i automatyzację fabryki, m.in. w spawalni znajdują się 384 roboty, obsługiwane przez 500 pracowników. 
6 września 2007 świętowano wyprodukowanie w Tychach milionowego Fiata Panda. 
W 2007 zakład Fiat Auto Poland w Tychach dołączył do prestiżowego grona przedsiębiorstw „World Class Manufacturing”, tj. posiadających i stosujących najlepsze i najskuteczniejsze metody zarządzania systemem produkcyjnym w skali światowej. 
W okresie styczeń-maj 2009 Fiat był najpopularniejszą marką na rynku Polskim, z udziałem 10,6% w rynku. Sprzedano m.in. 4048 szt. Fiatów Panda, 3529 szt. Fiatów Grande Punto, 2074 szt. Fiatów Bravo, oraz 1703 sztuki Fiatów 500 (łącznie 15 001 samochodów).
W 2011 roku produkcja następnej generacji Fiata Pandy została przeniesiona z Tychów do fabryki w Pomigliano d'Arco koło Neapolu, w zamian za produkowany dotychczas w Termini Imerese na Sycylii model Lancia Ypsilon[8]. W połowie 2011 w tyskim zakładzie rozpoczęto produkcję Lancii Ypsilon II. 
W grudniu 2012 zakład poinformował o konieczności zwolnienia około 1500 pracowników, ograniczeniu produkcji i zakończeniu produkcji modelu Panda. Ogólne przychody przedsiębiorstwa w 2012 przekroczyły 14 150 mln złotych, przychody ze sprzedaży wyniosły ponad 14 100 mln złotych[9]. 
Zakład w Tychach był w 2009 największą fabryką Fiata w Europie[10], a drugą co do wielkości na świecie, po brazylijskiej fabryce w Betim. Samochody produkowane przez „Fiat Auto Poland” są eksportowane do 68 państw, m.in. do Japonii (w 2008 trafiły tam 4174 auta), a ten eksport stanowi około 3% wartości wszystkich transakcji tego rodzaju w skali kraju.

### Fiat obecnie
Współcześnie, Fiat wchodzący w skład utworzonego w 2021 roku konglomeratu Stellantis zajmuje się głównie produkcją samochodów osobowych oraz dostawczych. Koncern ten stał się wielką grupą przemysłową z branży motoryzacyjnej, która produkuje także samochody ciężarowe, autobusy, traktory, maszyny rolnicze, silniki, a w przeszłości także samoloty.
W skład grupy Stellantis wchodzą:
- Fiat Auto – samochody osobowe i dostawcze

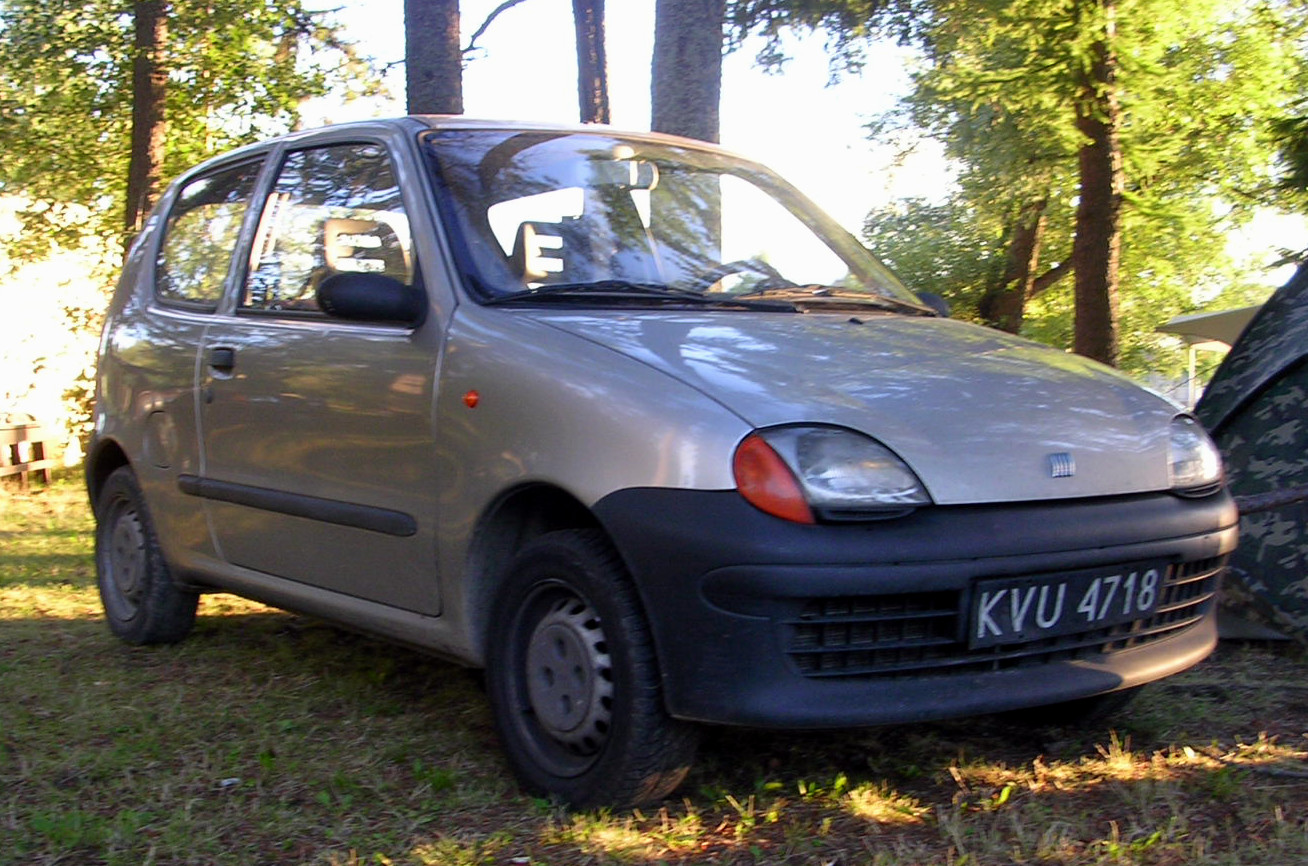
Fiat Seicento

- Fiat SeicentoAbarth – samochody usportowione na bazie modeli Fiata
- CNH Global – maszyny rolnicze (pod marką New Holland i Case IH) i budowlane
- Alfa Romeo – samochody osobowe klasy premium
- Maserati – samochody luksusowe
- Lancia – samochody osobowe klasy średniej i premium (Europa)
- Chrysler - samochody osobowe klasy średniej i premium (Stany Zjednoczone)
- Dodge - samochody osobowe i sportowe (USA)
- Jeep – samochody terenowe
- Fiat Grande PuntoRam Trucks – samochody dostawcze

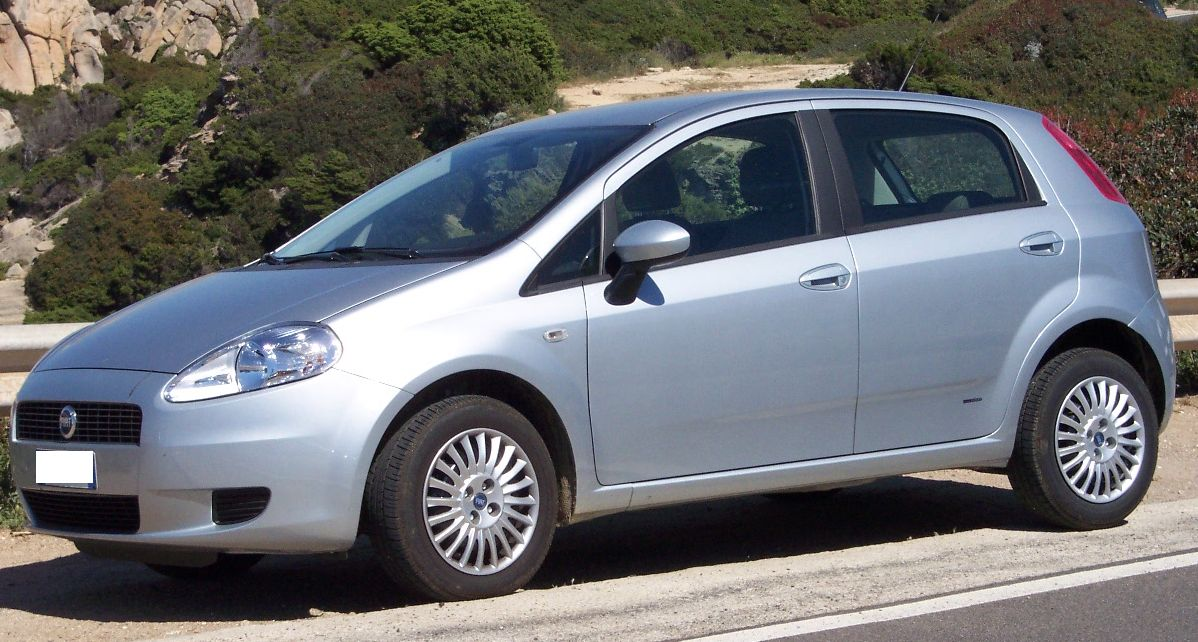
Fiat Grande Punto

- Iveco – samochody ciężarowe, dostawcze oraz autobusy
- Irisbus - autobusy i trolejbusy (część Iveco)
- Zastava – serbska fabryka motoryzacyjna

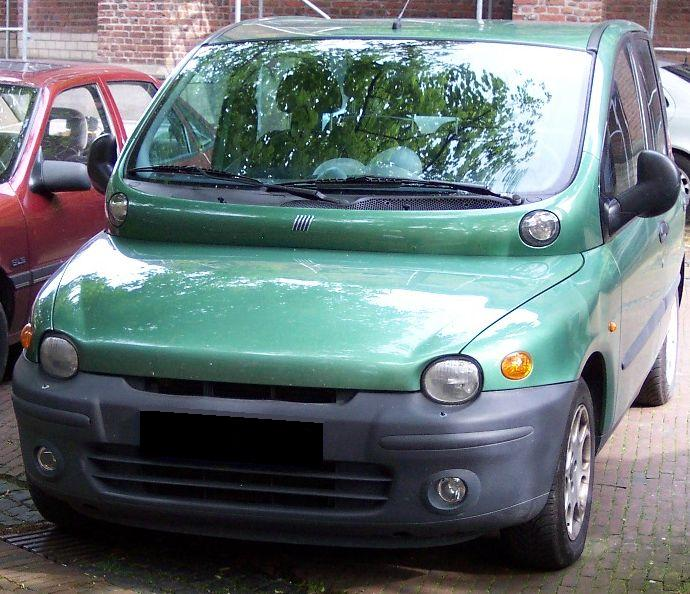
Fiat Multipla

- Fiat MultiplaComau – sprzęt i systemy produkcyjne
- Teksid – wyroby metalurgiczne
- Fiat Powertrain Technologies – silniki dla przemysłu motoryzacyjnego, okrętowe, agregaty prądotwórcze itp.
- Automotive Lighting Poland – lampy i oświetlenie samochodowe
- Fiat Business Solutions – usługi
- Itedi – wydawnictwo i komunikacja

Dawne marki motoryzacyjne wchodzące w skład grupy:
- Autobianchi
- Innocenti
- Officine Meccaniche
- Magneti Marelli – komponenty motoryzacyjne (sprzedane w 2018 r.[8])

## Produkty

### Modele samochodów

#### Obecnie produkowane (Europa)
| Samochody osobowe | Model         | Nadwozie              | Segment | Debiut modelu | Okres produkcji obecnej wersji | Face lifting |
| ----------------- | ------------- | --------------------- | ------- | ------------- | ------------------------------ | ------------ |
|                   | 500           | Hatchback             | A       | 2007          | od 2007                        | 2018         |
|                   | Panda         | Hatchback             | A       | 1980          | od 2011                        | 2016         |
|                   | Tipo          | Hatchback Sedan Kombi | C       | 2015          | od 2016                        | 2020         |
| Kabriolety        | Model         | Nadwozie              | Segment | Debiut modelu | Okres produkcji obecnej wersji | Face lifting |
|                   | 500C          | Cabrio                | A       | 2009          | od 2009                        | 2015         |
| Crossovery        | Model         | Nadwozie              | Segment | Debiut modelu | Okres produkcji obecnej wersji | Face lifting |
|                   | 500X          | Crossover             | B       | 2014          | od 2014                        | 2018         |
| Minivany          | Model         | Nadwozie              | Segment | Debiut modelu | Okres produkcji obecnej wersji | Face lifting |
|                   | 500L          | Minivan               | B       | 2012          | od 2012                        | 2017         |
| Kombivany i vany  | Model         | Nadwozie              | Segment | Debiut modelu | Okres produkcji obecnej wersji | Face lifting |
|                   | Qubo          | Kombivan              | B       | 2007          | od 2007                        | 2016         |
|                   | Doblò Kombi   | Kombivan              | C       | 2000          | od 2010                        | 2014         |
|                   | Talento Kombi | Van                   | E       | 2016          | od 2016                        |              |
| Dostawcze         | Model         | Nadwzoie              | Segment | Debiut modelu | Okres produkcji obecnej wersji |              |
|                   | Fiorino       | Kombivan              | B       | 1977          | od 2007                        | 2016         |
|                   | Doblò         | Kombivan              | C       | 2000          | od 2010                        | 2014         |
|                   | Talento       | Van                   | D       | 2016          | od 2016                        |              |
|                   | Ducato        | Van                   | E       | 1981          | od 2006                        | 2014         |

### Samoloty
Fiat produkował m.in. samoloty w wytwórni lotniczej Fiat Aviazione. Fiat był głównym dostawcą myśliwców dla lotnictwa włoskiego w okresie międzywojennym i II wojny światowej. Od 1969 roku gałąź lotnicza przedsiębiorstwa weszła w skład koncernu Aeritalia, później Alenia.
Niektóre typy samolotów produkowane przez przedsiębiorstwo Fiat:
- Fiat CR.20
- Fiat CR.32
- Fiat CR.42
- Fiat G.12
- Fiat G.50
- Fiat G.55
- Fiat G.56
- Fiat RS.14
- Fiat BR.20
- Fiat G.91

## Ważne osobistości
- Dante Giacosa
- Giovanni Agnelli – założyciel marki, początkowo sekretarz spółki, następnie w latach 1902–1945 prezes i dyrektor generalny firmy
- Sergio Marchionne – wieloletni dyrektor generalny firmy